# 1544
- Wikisource

| Calendário gregoriano                                                        | 1544 MDXLIV                                          |
| Ab urbe condita                                                              | 2297                                                 |
| Calendário arménio                                                           | 993 – 994                                            |
| Calendário bahá'í                                                            | -300 – -299                                          |
| Calendário budista                                                           | 2088                                                 |
| Calendário chinês                                                            | 4240 – 4241 Início a 24 de janeiro (aproximadamente) |
| Calendário copta                                                             | 1260 – 1261                                          |
| Calendário etíope                                                            | 1536 – 1537                                          |
| Calendários hindus - Vikram Samvat - Calendário nacional indiano - Cáli Iuga | 1599 – 1600 1465 – 1466 4644 – 4645                  |
| Calendário Holoceno                                                          | 11544                                                |
| Calendário islâmico                                                          | 951 – 952                                            |
| Calendário judaico                                                           | 5304 – 5305                                          |
| Calendário persa                                                             | 922 – 923                                            |
| Calendário rúnico                                                            | 1794                                                 |
| Calendário solar tailandês                                                   | 2087                                                 |

1544 (MDXLIV, na numeração romana) foi um ano bissexto do século XVI do Calendário Juliano, da Era de Cristo, e as suas letras dominicais foram  F e E (52 semanas), teve início a uma terça-feira e terminou a uma quarta-feira.
| Ano completo                          |
| ------------------------------------- |
| Ano bissexto com início à terça-feira |

## Eventos
- 24 de Maio - Formatura em filosofia do Pe. António Gomes, da Companhia de Jesus, na Sorbonne.
- Reconhecimento geográfico da Baía de Lourenço Marques (então conhecida por Baía da Lagoa) pelo piloto das naus da Índia e negociante (tratante, como então se dizia, isto é, a pessoa que fazia tratos ou negócios) Lourenço Marques, por ordem, segundo se crê, do Capitão de Sofala e Moçambique, João de Sepúlveda.
- Restabelecimento da corregedoria dos Açores.

## Nascimentos
- Janeiro
  - 11 de Janeiro - Zacharias Garcaeus, teólogo, jurista e historiador alemão (m. 1586).
  - 19 de Janeiro - Francisco II, Rei da França (m. 1560).
  - 24 de Janeiro - Gillis van Coninxloo III, colecionador, desenhista e pintor flamengo (m. 1607). Gillis von Coninxloo (1544-1603)

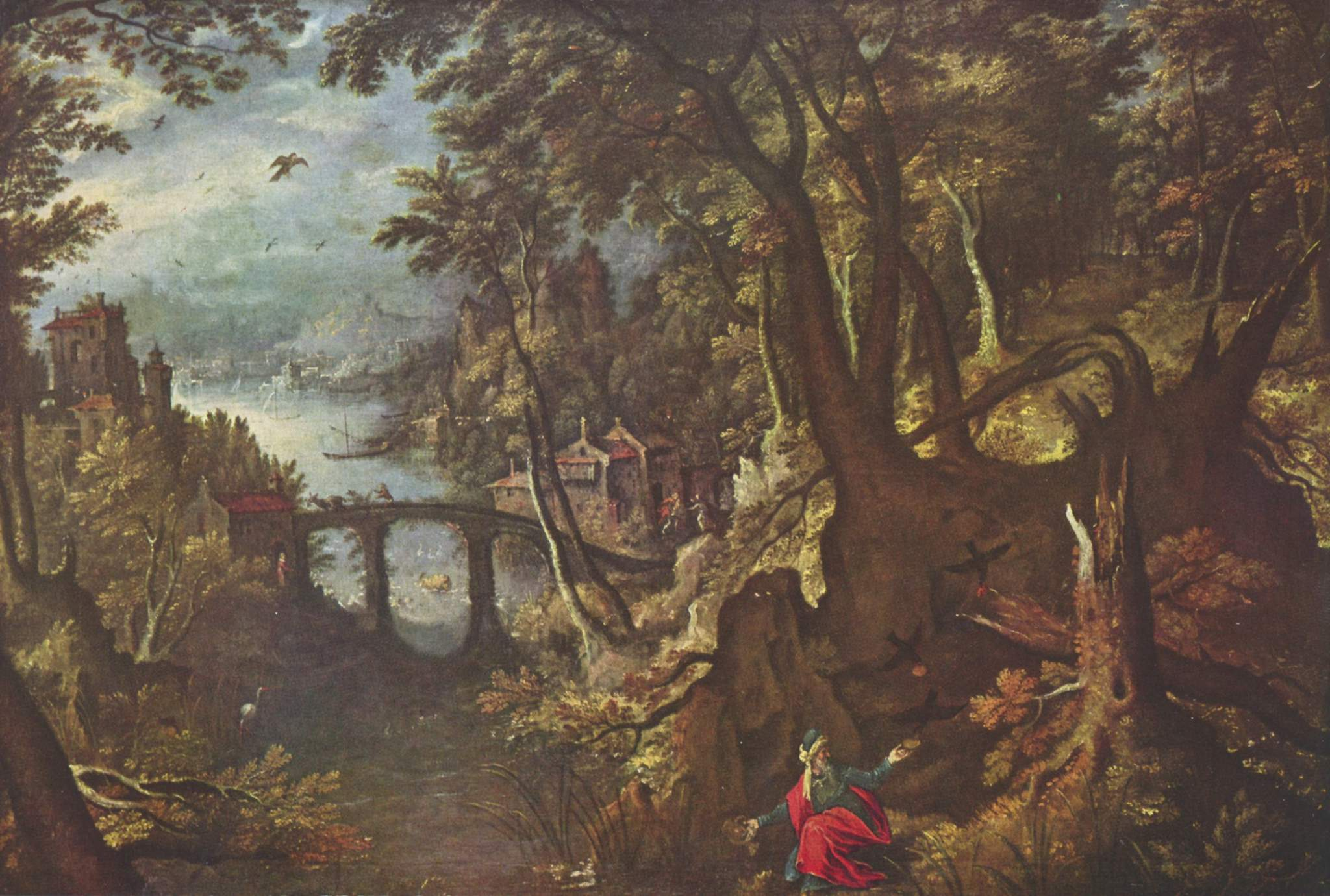
Gillis von Coninxloo (1544-1603)
Elias farto dos Corvos

 Elias farto dos Corvos
  - 30 de Janeiro - Giorgio Basta, general austríaco de origem albanesa e administrador da Transilvânia (m. 1607). Georgio Basta
(1544-1607)
- Fevereiro

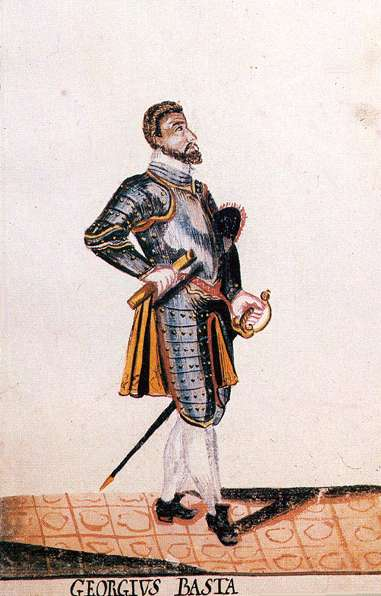
Georgio Basta
(1544-1607)

  - 03 de Fevereiro - César de Bus, sacerdote católico francês e fundador de duas congregações religiosas (m. 1607).
  - 10 de Fevereiro - Francesco Longhi, pintor italiano, filho de Luca Longhi (1507-1580) (m. 1618).
  - 13 de Fevereiro - Balthasar Kiesewetter, pedagogo e Professor de Ética alemão (m. 1616).
  - 23 de Fevereiro - Isaac Habrecht, relojoeiro e artesão alemão, irmão de Josias Habrecht (1552-1575) (m. 1620). Isaak Habrecht (1544-1620)
- Março

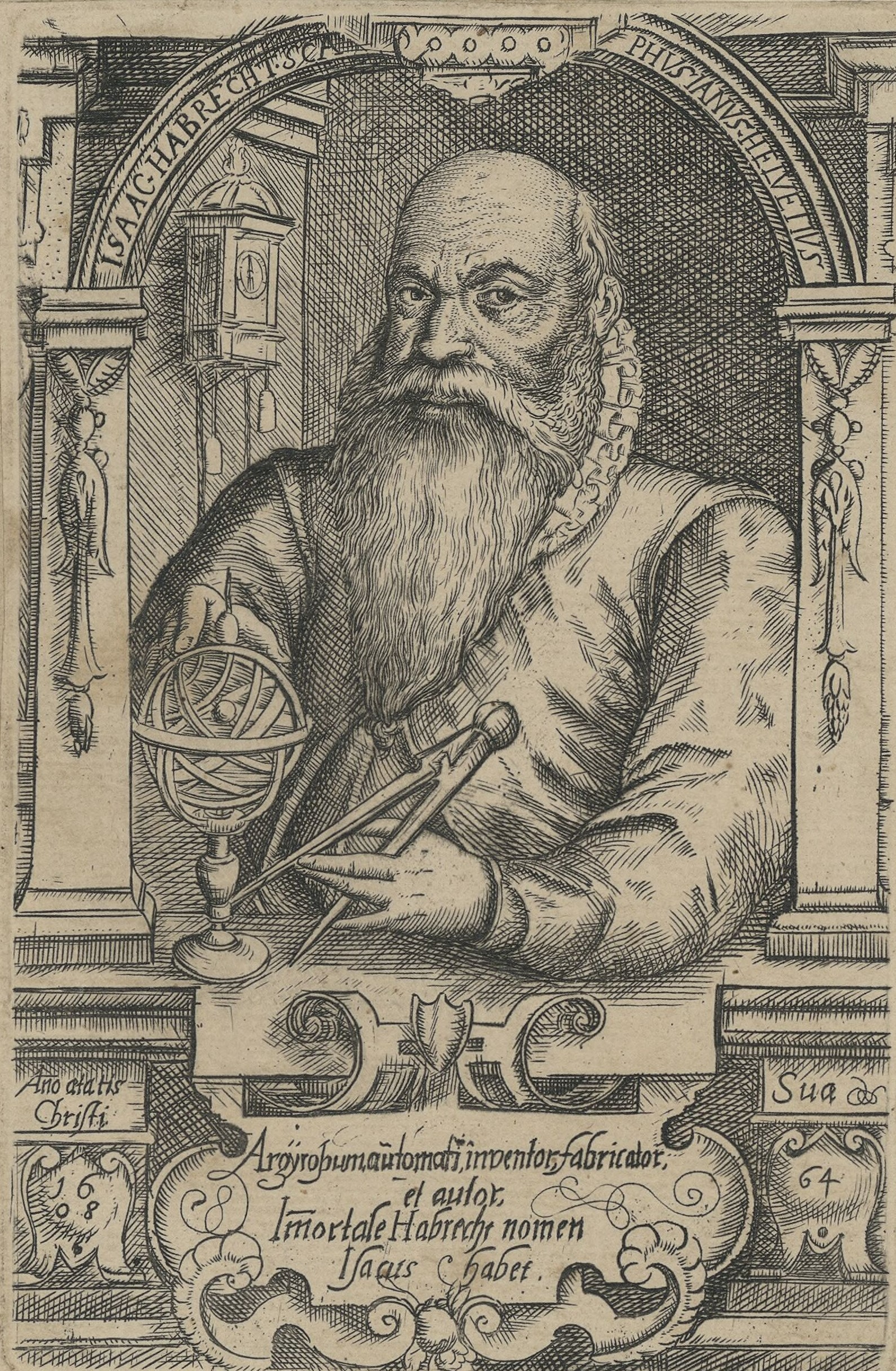
Isaak Habrecht (1544-1620)

  - 11 de Março - Torquato Tasso, poeta renascentista italiano (m. 1595).
  - 20 de Março - Cuthbert Mayne, padre católico romano e mártir reformador inglês (m. 1577).
- Abril
  - 03 de Abril - Lisia von Manderscheid-Blankenheim, filha do conde Arnold von Manderscheid-Blankenheim(1500-1548) (m. 1588).
  - 20 de Abril - Renata de Lorena, também conhecida como Renata da Lotaríngia, filha do duque Francisco I, Duque de Lorena (1517-1545) (m. 1602).
  - 26 de Abril - Eleonora, Condessa de Hanau-Lichtenberg, filha de Filipe IV, Conde de Hanau-Lichtenberg (1514-1590) (m. 1585).
  - 29 de Abril - Jean de la Barriere, abade e reformador francês (m. 1600). Jean de la Barrière (1544-1600)
- Maio

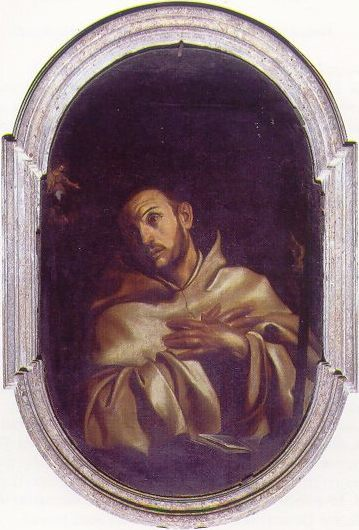
Jean de la Barrière (1544-1600)

  - 01 de Maio - Giovanni Maria Nosseni, escultor e arquiteto suíço (m. 1620).
  - 06 de Maio - Hartmann IV von Liechtenstein-Nikolsburg, conde alemão (m. 1585).
  - 08 de Maio - Justus III von Barby (m. 1609).
  - 15 de Maio - Reiner Reineccius, historiógrafo e discípulo de Philipp Melanchthon (1497-1560 (m. 1595).
  - 21 de Maio - Erasmus Stockmann, físico alemão (m. 1608).
  - 24 de Maio - William Gilbert, médico e físico inglês, estudou o magnetismo (m. 1603).
  - 27 de Maio - Claude Denis, tocador de alaúde e fabricante de spinette (m. 1587).
- Junho
  - 05 de Junho - Nicolas Lefèvre, orientalista, lexicógrafo e filólogo clássico francês (m. 1612).
  - 29 de Junho - Johannes Brendel, sacerdote alemão (m. 1619).
- Agosto
  - 09 de Agosto - Bogislaw XIII, Duque da Pomerânia (m. 1606).
  - 10 de Agosto - Martin Hayneccius, erudito, poeta e pedagogo alemão (m. 1611).
  - 12 de Agosto - Alessandro Savioli, compositor de madrigais italiano (m. 1623).
  - 15 de Agosto - Peter Young, diplomata escocês, e tutor de James VI da Escócia (m. 1628).
  - 21 de Agosto - D. Luís Fernandes de Lemos na ilha de Ilha de Santa Maria dos Açores.
  - 25 de Agosto - Johannes Mathesius, O Jovem, médico alemão (m. 1607).
  - 28 de Agosto - Marie, Condessa de Hohenzollern-Sigmaringen (m. 1611).
- Setembro
  - 01 de Setembro - John Gordon, bispo e prelado escocês (m. 1619).
- Outubro
  - 03 de Outubro - Judith, Condessa de Oettingen (m. 1600).
  - 07 de Outubro - Georg Besserer, teólogo luterano alemão (m. 1604).
  - 14 de Outubro - Margarethe, Condessa de Dietz (m. 1608).
  - 16 de Outubro - Adam Cholossius z Pelhřimova, poeta, latinista e magistrado tcheco (m. 1591).
  - 23 de Outubro - Georg Limnaeus, professor de matemática alemão (m. 1611).
  - 29 de Outubro - Jeanne Henriette, Viscondessa De Halewyn, esposa de Filipe III de Croÿ (1526-1595) (m. 1581).
  - 31 de Outubro - Conrad Bergius, pedagogo, retórico e teólogo evangélico alemão (m. 1592).
- Novembro
  - 07 de Novembro - Christian, Conde de Oldenburg (m. 1570).
  - 15 de Novembro - Dorothea Susanne de Simmern, princesa palatina (m. 1592).
  - 27 de Novembro - Ascanio Trombeti, compositor e cornettista italiano (m. 1590).
- Dezembro
  - 06 de Dezembro - Johannes Antrecht, O Velho, jurista e chanceler alemão (m. 1607).
  - 23 de Dezembro - Ana da Saxônia, segunda esposa de Guilherme I, Príncipe de Nassau e Orange (1533-1584) (m. 1577).

## Mortes
- Janeiro
  - 01 de Janeiro - Sigismund von Lindenau, Bispo de Merseburgo (n. ?).
  - 07 de Janeiro - Gabriel Hummelberg, humanista, botânico e médico alemão (n. 1490).
  - 27 de Janeiro - Erasmus von Manteuffel-Arnhausen, Bispo de Kammin e reformador alemão (n. 1475).
- Fevereiro
  - 02 de Fevereiro - Dosifey Zabell, arcebispo russo (n. ?).
  - 07 de Fevereiro - Jean Carondelet, chanceler de Flandres, conselheiro de Carlos I de Espanha e arcebispo de Palermo (n. 1469).
  - 14 de Fevereiro - Johann Fritze, teólogo luterano alemão (n. 1490).
  - 15 de Fevereiro - D. Maria Pimentel, casada com Simão Acciaioly.
- Março
  - 01 de Março - Johannes Huttichius, antiquariano, historiador, humanista e livreiro alemão (n. 1480).
  - 16 de Março - Luís V, cognominado O Pacífico, príncipe-eleitor palatino Luís V, Príncipe-eleitor (1478-1544) (n. 1478).

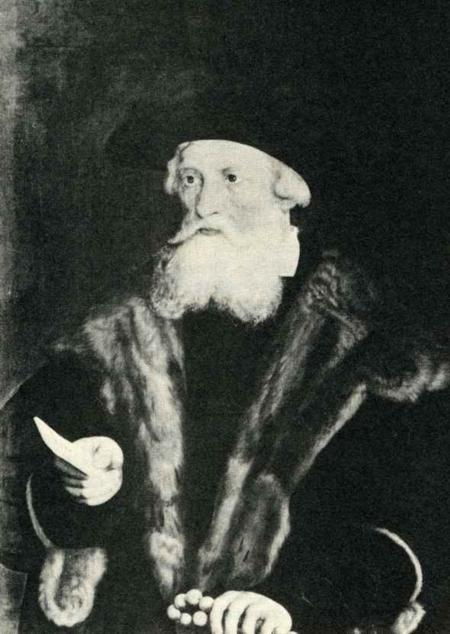
Luís V, Príncipe-eleitor (1478-1544)

  - 22 de Março - Johannes Magnus, erudito e arcebispo de Upsália, irmão de Olavo Magno (1490-1557) (n. 1488).
  - 24 de Março - George, 3o Lord Hastings,  (n. 1488).
  - 29 de Março - Thomas Ashby, mártir inglês por negar a supremacia do rei (n. ?).
- Abril
  - 03 de Abril - Johannes Haß, historiógrafo alemão (n. 1476).
  - 06 de Abril - Mogens Eskilsen Gøye, aristocrata dinamarquês (n. 1470).
  - 12 de Abril - Balthasar Resinarius, compositor e teólogo luterano tcheco (n. 1485).
  - 30 de Abril - Thomas Audley, Lord Chanceler da Inglaterra (n. 1488).
- Maio
  - 04 de Maio - Pierre de La Baume, Bispo de Genève (n. 1477).
  - 15 de Maio - Giulio Camillo Delminio, humanista e filósofo italiano (n. 1485).
  - 29 de Maio - Jacobus Latomus, inquisidor belga Jacobus Latomus
(1475-1544) (n. 1475).
- Junho

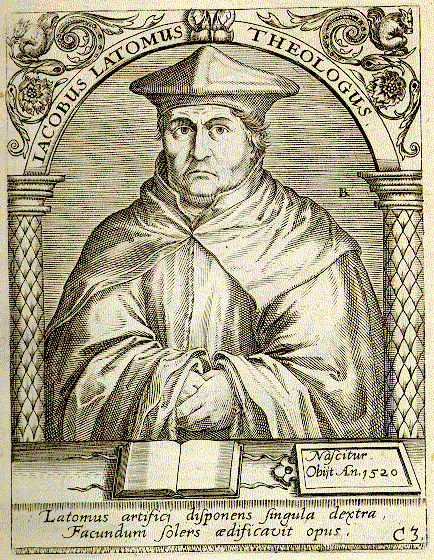
Jacobus Latomus
(1475-1544)

  - 01 de Junho - Martin Hilliger, fundidor alemão de sinos e canhões (n. 1484).
  - 14 de Junho - Antonio de Lorena II, também conhecido como Antonio da Lotaríngia, O Bom. Duque de Lorena (n. 1489).
  - 19 de Junho - Pierre Chambiges, arquiteto e engenheiro francês (n. ?).
  - 06 de Julho - Paulus Voltzius, humanista e teólogo evangélico alemão (n. 1480).
- Julho
  - 15 de Julho - René de Châlon, Príncipe de Orange e vice-rei da Holanda (n. 1519).
  - 28 de Julho - Ruprecht, Conde Palatino de Zweibrücken-Veldenz,  (n. 1504).
- Agosto
  - 08 de Agosto - Konrad III. von Bibra, Príncipe-bispo de Würzburg (n. 1490).
  - 12 de Agosto - Mateus Delius II, autor da obra Sobre a Arte de Jogar, filho de Matthäus Delius 1500~1565. (n. 1523).
  - 16 de Agosto - Maria de Silva, filha de João de Silva, 3º Conde de Cifuentes (n. 1494).
  - 28 de Agosto - Alardus de Amsterdam, humanista holandês (n. 1491).
- Setembro
  - 10 de Setembro - Clément Marot, poeta palaciano francês (n. 1496).
  - 13 de Setembro - Edward Lee, Arcebispo de York (n. 1482).
  - 16 de Setembro - John Brigg, mártir por enforcamento em Halifax (n. ?).
  - 25 de Setembro - Valerius Cordus, botânico, médico, e naturalista alemão, autor da obra "Historia plantarum" (História das Plantas) (n. 1515). Valerius Cordus
(1515-1544)
- Outubro

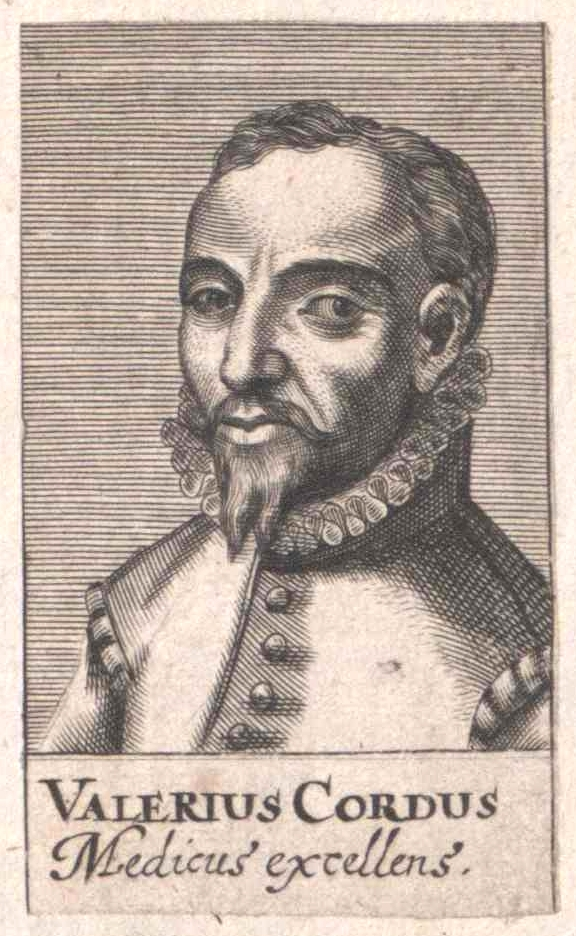
Valerius Cordus
(1515-1544)

  - 05 de Outubro - Amalie, Condessa de Mansfeld, primeira esposa de Heinrich XIII Reuss zu Greiz (1464-1535) (n. 1506).
  - 12 de Outubro - Antonio Pucci, bispo e cardeal italiano (n. 1485).
  - 24 de Outubro - Matthias von Jagow, Bispo de Brandemburgo (n. 1480).
- Novembro
  - 03 de Novembro - Anna, Condessa de Hohenzollern, filha de Eitel Friedrich III, Conde de Hohenzollern (1494-1525) (n. 1521).
- Dezembro
  - 06 de Dezembro - Kaspar Kantz, teólogo alemão (n. 1483).
- Datas Incompletas
- Simão Acciaioly.
- Damião de Odemira, jogador de Xadrez português (n. 1480).